# Тевкры

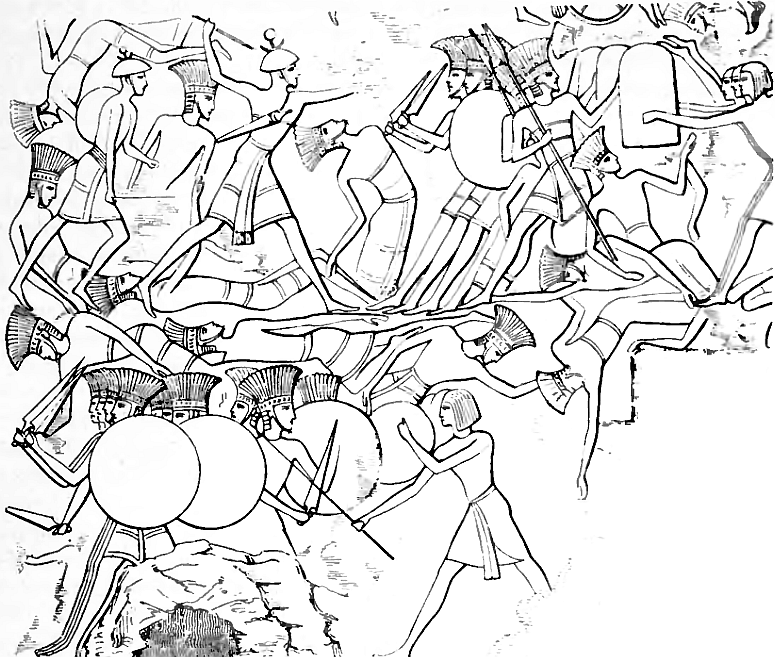
Филистимляне (в шлемах с плюмажем) и tjkr (в рогатых шлемах) ведут бой с египетским войском.

Тевкры — согласно древнегреческой мифологии, народность, населявшая древнюю Трою. Её связывают с tjkr из состава «народов моря» в надписях Рамсеса III. Однако ряд учёных читают это название как секер или зекер, или даже чаккара, а хеттолог и специалист по истории Передней Азии Тревор Брайс рассматривает попытки увязать исторических tjkr c литературным эпитетом «тевкры», используемым античными авторами в отношении троянцев, как спекулятивные.
Согласно версии, отождествляющей «тевкров» и «tjkr», после  падения Трои тевкры в составе «народов моря» переселились на Кипр (где позднее были завоёваны и ассимилированы греками) и в Палестину (где растворились в составе филистимлян).

## Ближневосточные источники
Надпись 5 года Рамсеса III гласит: 

Северные чужеземья затрепетали в членах их (а именно) пелесет, текер и турша. Опустошили их землю, пришёл их дух разрушенным
Надпись 8 года его правления упоминает: 

…чужеземных стран […] разрушение к их городу, уничтожен(ы) в один миг. Их деревья и их люди стали пеплом.
Согласно египетской повести XI века до н. э. «Путешествие Уну-Амона», Уну-Амон прибывает в Дор, город народа Текер, а затем к князю Библа Текер-Баалу. Также tjkr упомянуты в Ономастиконе Аменопе (конец XII века до н. э.).

## Античные источники
Тевкры — эпитет троянцев у Эсхила и Вергилия. Согласно Страбону, тевкры — племя, которое из Крита переселилось в Троаду. Имя Тевкр носят предок троянской царской династии, а также брат Аякса.

## Язык и происхождение
Судя по материальной культуре древней Трои, тевкры не были греками, однако их верхушка владела греческим языком и нередко брала себе вторые греческие имена (так, царевич Парис был также известен под греческим именем Александр). С другой стороны, хотя в материальной культуре Трои заметно хеттское влияние, тевкры не были также и хеттами, а напротив, враждовали с Хеттским царством.
Если будет доказано, что догреческие надписи Кипра (т.наз. этеокипрские надписи), обнаруживающие, по мнению некоторых исследователей, грамматическое и лексическое сходство с этрусским языком, действительно принадлежали тевкрам, тогда тевкров можно будет считать народом, родственным этрускам. Это согласуется с версией о происхождении этрусков из Малой Азии, с которой были согласны почти все античные авторы. Кроме того, в этой же связи напрашивается параллель с легендой об Энее (см. Энеида), который со своими людьми бежал из гибнущей Трои и якобы прибыл в Италию задолго до возникновения там Рима.
Известный этрусколог Р. Бекес, исследовавший вопрос о прародине этрусков, считал, что они (этруски) не могли быть троянцами, но скорее их ближайшими соседями. Об этническом и лингвистическом составе троянцев он высказывался осторожно, предполагая, что там могли обитать меоны (лидийцы) до их переселения на территорию Лидии, известную в античности.
По версии историка А. Воронкова тевкры родственны мисийцам, с которыми Троада граничила на юге, и сам этноним тевкры является синонимом (вариантом) самоназвания «мисийцев», носящих тотемный этноним со значением «мышь». В доказательство автор ссылается на известное литературное отождествление троянцев с мышами в пародийной поэме «Война лягушек и мышей», на легенду об ошибочном нападении эллинов на Мисию вместо Трои. Он обосновывает наличие однокоренной лексики со значением «мышь» в хеттской сакральной терминологии, в ликийском языке и в современном итальянском языке (предполагая этрусское происхождение итальянского слова topo — «мышь»).